# Ouled Yahia
Les Ouled Yahia (arabe : اولاد يحيى) sont une tribu tunisienne d'origine arabe issue des Banu Sulaym et installée dans la région de Siliana.

## Histoire

### Origines
Arrivés en Tunisie durant l'invasion hilalienne, les Ouled Yahia descendraient d'un homme nommé Ali Ben Yahia, qui serait originaire de Médine. Tribu voisine des Ouled Aoun, ils s'installent ensemble dans la plaine silianaise et dépossèdent les Banu Hudhayl (en) de leur territoire. La ville de Bargou, où la tribu s'installe, se nommait auparavant Robaa Ouled Yahia, en référence à la tribu.  

### Époque moderne
Durant l'occupation espagnole, la tribu compte 1 500 cavaliers et deux cheikhs, nommés Ali et Talem, et qui sont les frères et oncles du roi de Tunis.
Au XVIIe siècle, ils soutiennent la révolte des Ousseltia contre le bey de Tunis. 
En 1881, ils se joignent à l'insurrection de leurs alliés traditionnels, les Ouled Aoun, sans pour autant y prendre part.